# مركز عبد السلام الدولي للفيزياء النظرية
مركز عبد السلام الدولي للفيزياء النظرية ( ICTP ) هو معهد أبحاث دولي للعلوم الفيزيائية والرياضية يعمل بموجب اتفاق ثلاثي الأطراف بين الحكومة الإيطالية ومنظمة الأمم المتحدة للتربية والعلم والثقافة (اليونسكو) والوكالة الدولية للطاقة الذرية ( IAEA). تقع بالقرب من حديقة ميرامار، على بعد حوالي 10 كيلومترات من مدينة تريست ، إيطاليا. تأسس المركز في عام 1964 من قبل الحائز على جائزة نوبل الباكستانية عبد السلام .
المركز هو جزء من نظام تريست ، شبكة من المعاهد العلمية الوطنية والدولية في تريست، التي يروج لها الفيزيائي الإيطالي باولو بودينيتش .

## روابط خارجية
- الموقع الرسمي